# ساموئل پرچیگال
ساموئل پرچیگال (انگلیسی: Samuel Portugal؛ زادهٔ ۲۹ مارس ۱۹۹۴) بازیکن فوتبال اهل برزیل است.
از باشگاه‌هایی که در آن بازی کرده‌است می‌توان به باشگاه فوتبال کوریتیبا اشاره کرد.